# Sherif Alaa
Sherif Alaa (tiếng Ả Rập: شريف علاء) là một cầu thủ bóng đá người Ai Cập hiện tại thi đấu cho Zamalek